# Maria Amalia av Österrike
Maria Amalia av Österrike, född 22 oktober 1701 i Wien, död 11 december 1756 i München, var kurfurstinna av Bayern och tysk-romersk kejsarinna, gift med Bayerns kurfurste, Karl VII (tysk-romersk kejsare). Hon var dotter till Josef I, tysk-romersk kejsare, och Wilhelmina Amalia av Braunschweig-Lüneburg.

## Biografi
Maria Amalia och hennes syster Maria Josefa förklarades ursprungligen för arvingar till Österrike, men den fråntogs dem av deras farbror vid den pragmatiska sanktionen år 1713. Hon mötte Karl av Bayern för första gången 1717, då han besökte Wien under sin kampanj mot turkarna. Karl ville gifta in sig i familjen Habsburg av dynastiska och ekonomiska skäl. Han vill helst ha hennes syster Maria Josefa, men denna var redan bortlovad. Inför giftermålet avsvor sig både Maria Amalia och hennes blivande make hennes arvsrätt till tronen, och hon fick en rik hemgift, inklusive smycken värda 986.500 gulden. Vigseln ägde rum den 5 oktober 1722 i Wien. Bröllopet firades sedan till en kostnad av 4 miljoner gulden i München 17 oktober-4 november.   
Maria Amalia beskrivs som självsäker, humoristisk och hon intresserade sig mest för jakt och sina hundar. Som tack för att hon födde en tronarvinge fick hon 1727 lustslottet Fürstenried i gåva. Slottet Amalienburg i Nymphenburgs park uppkallades 1734 efter henne. Hon tvingades acceptera makens otrohet och mätresser, men hade i övrigt möjlighet att fullfölja sina intressen jakt, politik och resor. Med förevändningen att det skulle underlätta födelsen av fler söner kunde hon göra många resor till olika kurorter och pilgrimsorter. Hon stödde kyrkor och klosterordnar och upprätthöll en nära vänskap till sin syster Maria Anna, som var karmelitnunna i München. 
Trots att hon hade avsagt sig sin arvsrätt till tronen vid sitt giftermål gjorde hon ändå anspråk på tronen framför lade sin kusin Maria Theresa av Österrike vid österrikiska tronföljdskrigets utbrott 1740. Efter en överenskommelse med sin äldre syster Maria Josefa kom systrarna överens om att hennes arv skulle prioriteras före dennas, trots att Maria Amalia var yngre. År 1742 kröntes därför Maria Amalia till drottning i Böhmen.
1745 blev hon änka och överlät sina tronanspråk på sin son Maximilian III Joseph av Bayern, som avstod dem till Maria Theresa. Maria Amalia bosatte sig på sitt änkesäte Schloss Fürstenried och grundade 1754 sjukhuset Elisabetinerinnen i München.

## Barn
- Maximiliane, född och död 1723.
- Maria Antonia Walpurga av Bayern, 1724–1780, gift med Fredrik Kristian av Sachsen
- Therese Benedikta, 1725–1734
- Maximilian III Joseph av Bayern , kurfurste av Bayern
- Joseph Ludvig Leo, 1728–1733
- Maria Anna Josepha av Bayern, 1734–1776
- Maria Josepha av Bayern, 1739–1776, gift med Josef II